# بورووتس (استان کیوستندیل)
بورووتس (به بلغاری: Borovets) یک منطقهٔ مسکونی در بلغارستان است که در شهرستان کوچرینوفو واقع شده‌است.
 بورووتس ۵٫۹۴۶ کیلومتر مربع مساحت و ۹۴ نفر جمعیت دارد و ۴۴۶ متر بالاتر از سطح دریا واقع شده‌است.